# Kamilla Bartone
Kamilla Bartone (ur. 7 czerwca 2002) – łotewska tenisistka, triumfatorka US Open i finalistka Wimbledonu z 2019 roku w grze podwójnej dziewcząt.

## Kariera tenisowa
W karierze wygrała jeden turniej singlowy rangi ITF. 2 sierpnia 2021 zajmowała najwyższe miejsce w rankingu singlowym WTA Tour – 385. pozycję, natomiast 1 listopada 2021 osiągnęła najwyższą lokatę w deblu – 445. miejsce.
Jako juniorka w parze z Oksaną Sielechmietjewą osiągnęła finał Wimbledonu i triumfowała na US Open w 2019 roku w grze podwójnej dziewcząt.

## Wygrane turnieje rangi ITF
| turnieje z pulą nagród 100 000 $ |
| turnieje z pulą nagród 80 000 $  |
| turnieje z pulą nagród 60 000 $  |
| turnieje z pulą nagród 25 000 $  |
| turnieje z pulą nagród 15 000 $  |

### Gra pojedyncza
|    | Data       | Turniej   | Naw.          | Przeciwniczka             | Wynik    |
| 1. | 22/11/2020 | Haabneeme | Twarda (hala) | Stephanie Judith Visscher | 6:3, 6:4 |

## Finały wielkoszlemowych turniejów juniorskich

### Gra podwójna (2)
| Końcowy wynik | Rok  | Turniej   | Nawierzchnia | Partnerka              | Przeciwniczki                     | Wynik finału  |
| Finalistka    | 2019 | Wimbledon | Trawiasta    | Oksana Sielechmietjewa | Savannah Broadus Abigail Forbes   | 5:7, 7:5, 2:6 |
| Zwyciężczyni  | 2019 | US Open   | Twarda       | Oksana Sielechmietjewa | Aubane Droguet Séléna Janicijevic | 7:5. 7:6(6)   |